# SourceForge
SourceForge (englisch wörtlich „QuellSchmiede“, aber hier im Sinne von Quelltext-Schmiede) ist ein Filehosting-Dienst und Softwareentwicklungsplattform für Softwareprojekte. Programmierer können dort quelloffene Softwareprojekte erstellen und verwalten. SourceForge wird seit 2019 vom amerikanischen Unternehmen Slashdot Media aus San Diego betrieben.

## Software
Die dem Dienst zugrunde liegende Software SourceForge wurde 1999 von GeekNet (damals noch VA Linux, später u. a. SourceForge Inc.) entwickelt.
Bis Version 3 war SourceForge als freie Software verfügbar, wurde danach jedoch kommerziell und proprietär vertrieben. Im Jahr 2007 wurde die SourceForge Enterprise Edition an die kalifornische CollabNet Inc. verkauft. Außerdem entwickelte ein SourceForge-Programmierer die Software auch unter dem Namen GForge als Open-Source-Projekt weiter. Unter dem Namen GForge AS entstand abermals eine proprietäre Software mit fast gleichlautendem Namen. Um der Verwirrung um den Namen zu entgehen, wird die freie Version des ursprünglichen GForge als FusionForge weitergeführt. Die Free Software Foundation stellte mit Savannah eine weitere Alternative für die proprietäre SourceForge-Software zur Verfügung. Savannah basiert auf der Version 2 der SourceForge-Software.
Im Juni 2012 wurde von GeekNet vorgeschlagen, die Neuimplementierung der SourceForge-Software namens Allura dem Apache-Projekt zu übergeben. Seit dem 22. April 2013 wurden die bei Sourceforge.net liegenden Projekte auf Allura migriert.

## Portal
Das Webportal SourceForge.net dient zur Entwicklung von Open-Source-Programmen und wird von vielen Softwareentwicklern zur Verwaltung ihrer Projekte genutzt. Die Website nutzt die SourceForge-Software Allura und bietet unterschiedliche Systeme für die Versionsverwaltung, wie etwa Git, SVN  oder Mercurial. Des Weiteren kann jedes Projekt ein eigenes Wiki anlegen und es kann auf eine eigene MySQL-Datenbank zugegriffen werden.
2012 wurde das Portal von GeekNet an Dice Holdings verkauft und im Jahr 2016 von BIZX, LLC aus San Diego übernommen. Seit 2019 firmiert BIZX unter Slashdot Media.
Trotz der steigenden Beliebtheit alternativer Portale wie GitHub werden immer noch viele große Open-Source-Projekte mit Hilfe von SourceForge verwaltet, aber es gibt auch kleine oder inaktive Projekte. Zu den größten Projekten gehören unter anderem eMule, Vuze und Ares Galaxy mit jeweils mehreren hundert Millionen Downloads.

## Sperrungen des Zugriffs auf SourceForge
Die chinesische Regierung hatte den Zugriff auf die Seite im Zuge vom Projekt Goldener Schild gesperrt, doch die Sperre wurde im darauffolgenden Jahr wieder aufgehoben. Im Juni 2008 war das Portal von China aus erneut nicht erreichbar, und es wurde über Zusammenhänge mit einem Programmierer von SourceForge, der die chinesische Regierung kritisierte, spekuliert.
Da die US-Regierung seit längerer Zeit Handelsverbote und Sanktionen gegen sogenannte Schurkenstaaten verhängt, verkündete SourceForge im Januar 2010, die Benutzer aus jenen Ländern, die auf der Sanktionsliste des US-amerikanischen Außenministeriums aufgeführt sind, von der Benutzung auszuschließen. Im Januar 2010 war die Seite somit im Iran, in Kuba, Syrien, Nordkorea und im Sudan nicht abrufbar. Als Reaktion auf die teils heftigen Reaktionen der Nutzergemeinschaft und als Bekenntnis von SourceForge zu dem Open-Source-Prinzip des freien Informationsaustauschs gab Sourceforge am 7. Februar 2010 bekannt, dass diese Länder nicht mehr generell von der Benutzung ausgeschlossen werden sollen, sondern jeder Projektadministrator diese Einschränkung für sein Projekt selbst vornehmen könne.

## Kritik
Von August 2013 bis Februar 2016 bot SourceForge mit DevShare sogenannte „Drive-by-Installer“ an, die bei der Installation außer der gewünschten Software auch Adware von Drittanbietern zur Installation vorschlägt. Unter den verbreiteten Programmen befinden sich u. a. die Ask-Toolbar und das VPN-Programm HotspotShield. Diese Programme sind werbefinanziert und zeigen beim Surfen im Internet permanent Werbebanner bzw. sammeln Nutzerdaten. Die Verwendung des „drive by installer“ war optional und musste vom Entwickler explizit aktiviert werden (opt-in).
Im Jahr 2015 hat SourceForge darüber hinaus Downloads unterschiedlicher Programme manipuliert. Dabei wurde der „Drive-by-Installer“ seitens SourceForge in Software-Pakete eingefügt, die nicht oder nicht mehr auf SourceForge entwickelt wurden. Dies geschah ohne Einwilligung der rechtmäßigen Uploader. Betroffen war u. a. die Bildbearbeitungssoftware GIMP. SourceForge hat demnach die Kontrolle über die vom GIMP-Projekt hochgeladenen Daten übernommen und die rechtmäßigen Entwickler ausgesperrt. Ebenso ist SourceForge auch mit den Projekten nmap und VLC media player verfahren. Die betroffenen Entwickler äußerten sich enttäuscht, insbesondere da SourceForge sein Versprechen, niemals Adware ohne Einwilligung der Software-Entwickler in die Dateien zu integrieren, gebrochen habe. SourceForge habe ihr Vertrauen missbraucht. SourceForge sei damit zu einer von vielen fragwürdigen „Download-Seiten“ geworden. Die GIMP-Entwickler verwenden SourceForge nicht mehr als Quelle für ihre offiziellen Dateien.
SourceForge wurde im Februar 2016 durch BIZX, LLC gekauft. Die neuen Besitzer betonten in einem offiziellen Blogpost, dass sie den angeschlagenen Ruf von SourceForge wiederherstellen wollten und als erste Maßnahme den „drive by installer“ abgeschafft hätten.